# TSV 1860 München
Turn- und Sportverein München von 1860 e. V., kortweg TSV 1860 München of 1860 München, vaak ook Münchner Löwen, 1860, Sechzig of Sechzger genoemd, is een Duitse sportclub uit München. Van de sporten is de voetbalsectie het grootst en bekendst. TSV speelde 20 seizoenen in de Bundesliga, waarvan de laatste keer in 2004 was. De club was er zelfs verantwoordelijk voor dat stadsrivaal Bayern niet mocht deelnemen in het eerste seizoen. Buiten de seizoenen 1982 tot 1991 en 1992/93 speelde de club altijd in de twee hoogste reeksen. Door financiële problemen moest de club in 2017 voor het eerst in de geschiedenis van start gaan in de vierde hoogste klasse. Mede hierdoor speelt het vanaf het seizoen 2017/18 niet meer in de Allianz Arena, maar in het Grünwalder Stadion, het op twee na grootste stadion in München.

## Geschiedenis

### Zuid-Duitse Bond
De club werd op 15 augustus 1848 als Münchner Turnverein voor het eerst opgericht, maar werd snel verboden wegens republikeinse activiteiten. Op 17 mei 1860 werd de sportclub opnieuw opgericht. In 1889 werd de naam veranderd in Turnverein München von 1860. Op 25 april 1899 werd een voetbalafdeling opgericht. Het team speelde aanvankelijk enkel onderling wedstrijden. De eerste wedstrijd tegen een andere club volgde pas op 27 juli 1902 tegen 1. Münchner FC 1896 en werd verloren met 2:4. De club sloot zich aan bij de Zuid-Duitse voetbalbond en ging in de Beierse competitie spelen. De club eindigde telkens in de lagere middenmoot. In 1911 verschijnt de leeuw op het wapen van de club. In 1912/13 werd de club laatste en degradeerde. Het volgend seizoen in de A-klasse werd de club kampioen en via de eindronde kon de club winnen van MTV Fürth en promoveerde.
Door het uitbreken van de Eerste Wereldoorlog was er in 1914/15 geen competitie, maar het volgende seizoen wel. De club bereikte de finale om de Ostkreistitel en verloor ze met 4:0 van 1. FC Nürnberg. Na de oorlog werd de voetbalafdeling zelfstandig als SV 1860 München. In 1921 werd de club werd samen met FC Bayern München eerste en won de beslissende wedstrijd om de groepswinst, maar verloor dan de halve finale van FC Wacker München. Het volgend seizoen werd de club nog tweede, maar daarna werd de concurrentie groter doordat de reeksen samen gevoegd werden. De club eindigde enkele seizoenen in de middenmoot tot de club in 1926/27 gedeeld tweede werd. Hierdoor mocht de club naar de Zuid-Duitse eindronde voor vicekampioenen en werd daar groepswinnaar. De club maakte nog kans op de nationale eindronde door te spelen tegen de nummer drie uit de kampioenengroep, FSV Frankfurt. SV won met 2:0 en trad voor het eerst op nationaal niveau in de schijnwerpers. De club versloeg eerst FC Schalke 04, dat ook voor het eerst succes boekte door aan de eindronde deel te nemen. Na nog een overwinning op VfB Leipzig verloor de club in de halve finale van 1. FC Nürnberg.
Na dit seizoen werd de Beierse competitie weer opgesplitst. Bayern werd kampioen, maar door een tweede plaats speelde de club wel de eindronde, waar ze derde werden in hun groep. De volgende jaren eindigde de club telkens op een tweede of derde plaats en kon het in de eindronde niet waarmaken, behalve in 1930/31 toen de club groepswinnaar werd en na FC Phönix 04 Ludwigshafen verslagen te hebben zich opnieuw voor de nationale eindronde plaatste. Nadat Meidericher SpV, Tennis Borussia Berlin en Holstein Kiel opzij gezet werden plaatste de club zich voor de finale om de titel tegen Hertha BSC. De Zuid-Duitse clubs waren over het algemeen de sterkste, de meeste titels van de afgelopen jaren gingen naar Zuid-Duitsland, maar ook Hertha was in topvorm en speelde al zijn zesde finale op rij, al had de club enkel in 1930 aan het langste eind getrokken. Aan de rust leidde SV nog met 1:2, maar in de tweede helft scoorde Hertha nog twee keer waardoor de titel aan de neus van SV voorbij ging. Het volgende seizoen kon de club geen potten breken in de eindronde, maar wel in 1932/33. SV werd groepswinnaar, terwijl rivaal Bayern die in de competitie voor de club eindigde slechts vierde eindigde. In de wedstrijd om de Zuid-Duitse titel verloor SV van FSV Frankfurt, maar mocht wel aantreden in de nationale eindronde. Na overwinningen op VfL Benrath en Beuthener SuSV 09 werd de club door FC Schalke 04 verslagen.

### Gauliga
In 1933 kwam de NSDAP aan de macht in Duitsland. De competitie werd hierdoor volledig geherstructureerd en de overkoepelende voetbalbonden werden ontbonden. De vele competities werden vervangen door zestien nieuwe Gauliga's. Voor de clubs in Beieren was de verandering niet zo groot als in sommige andere gebieden. De Noord- en Zuid-Beierse competities werden opnieuw samen gevoegd tot de Gauliga Bayern. In tegenstelling tot de als jodenclub genoemde rivaal Bayern had TSV 1860 reeds voor de machtsovername een sterke sympathie voor het nationaalsocialisme. In het eerste seizoen van de Gauliga werd de club vicekampioen achter 1. FC Nürnberg. Op 13 maart 1934 fuseerde club met TV 1860 en nam zo de huidige naam aan. Na drie kwakkelseizoenen werd de club opnieuw vicekampioen achter Nürnberg en in 1938/39 achter 1. FC Schweinfurt 05. Na nog een zevende plaats werd de club in 1940/41 eindelijk kampioen. De nationale eindronde werd nu in groepsfase gespeeld. Sinds de Anschluss van Oostenrijk in 1938 mocht de Oostenrijkse kampioen ook deelnemen aan de eindronde. SK Rapid Wien werd groepswinnaar voor TSV, Stuttgarter Kickers en VfL Neckarau, Rapid zou zelfs landskampioen worden. In 1942 won de club de Tschammerpokal, voorloper van de DFB-Pokal. Na nog een derde plaats werd de Gauliga om oorlogsredenen opgesplitst in twee reeksen, de vertrouwde noord- en zuidreeks, TSV werd overtuigend kampioen. Ook de eindronde werd om oorlogsredenen geherstructureerd en werd nu in knock-outfase gespeeld. Na overwinningen op VfB Stuttgart en Kickers Offenbach strooide opnieuw een Oostenrijkse club roet in het eten, deze keer First Vienna FC die in de kwartfinale met 2:0 won. Het volgende seizoen werd de club derde. Het laatste seizoen voor het einde van de Tweede Wereldoorlog werd niet beëindigd, al had de club enkele wedstrijden voor het einde een onoverbrugbare achterstand op Bayern.

### Oberliga
Na de oorlog werd de Gauliga ontbonden en kwam de Oberliga in de plaats. TSV ging in de Oberliga Süd spelen. In 1947/48 werd de club vicekampioen achter Nürnberg en mocht naar de eerste naoorlogse eindronde, waar ze meteen met 5:1 verloren van 1. FC Kaiserslautern. Hierna ging het langzaam bergaf tot degradatie volgde in 1952/53. Na twee seizoenen keerde de club terug maar kon het behoud niet verzekeren. Na een nieuwe promotie in 1957 werd de club wel weer een vaste waarde in de Oberliga. In 1959/60 werd de club vierde, met één punt voorsprong op rivaal Bayern. Na twee plaatsen in de betere middenmoot werd de club kampioen in 1962/63. In de eindronde werd de club ingedeeld in een groep met Borussia Dortmund, Borussia VfB Neunkirchen en Hamburger SV en werd tweede in de groep.
Na dit seizoen werd de Bundesliga ingevoerd als nieuwe hoogste klasse voor het hele land. Uit de Oberliga Süd mochten vijf clubs aantreden, maar de DFB wilde slechts één club per stad waardoor Bayern, dat derde geworden was in de competitie, geen startticket kreeg voor de Bundesliga, Bayern was in deze tijd wel een gewone subtopper en groeide pas later uit tot de Rekordmeister die het nu is.

### Bundesliga en 2. Bundesliga
In het eerste seizoen werd de club zevende en won de DFB-Pokal tegen Eintracht Frankfurt. Hierdoor mocht de club voor het eerst Europa in en schakelde ronkende namen als AC Torino en FC Porto uit alvorens in de finale te sneuvelen tegen West Ham United. In het Wembley Stadium daagden toen bijna 98.000 toeschouwers op. Het volgend seizoen eindigde de club als vierde. Seizoen 1965/66 werd een succesverhaal. In de Jaarbeursstedenbeker werd Göztepe Izmir met 9:1 verslagen, maar in de kwartfinale botste de club opnieuw op een Londense club, nu Chelsea FC. In de competitie stond de club van de 8ste tot 22ste speeldag aan de leiding, maar werd dan door Borussia Dortmund en later promovendus Bayern München voorbijgestoken. Op de voorlaatste speeldag kon TSV na een overwinning op Dortmund opnieuw de leiding overnemen en een gelijkspel op de laatste speeldag tegen HSV volstond om de eerste en tot dusver enige landstitel te pakken. In de Europacup I trof de club al in de tweede ronde Real Madrid en werd vroegtijdig uitgeschakeld. In de competitie werden ze wel nog vicekampioen achter Eintracht Braunschweig. Hierna ging het bergaf met de club. In de competitie werd de club twaalfde en in de Jaarbeursstedenbeker kreeg de club een pak slaag van Liverpool FC (8:0). Twee seizoenen later volgde een degradatie naar de Regionalliga.
Na een vierde plaats eindigde de club drie keer op rij derde. Op 15 augustus 1973 werd een toeschouwersrecord opgemeten in het Olympiastadion bij een wedstrijd tegen FC Augsburg. Nadat 1860 in de derde minuut al scoorde stormden fans die nog buiten het stadion waren het stadion binnen. 136 mensen werden hierbij verwond. Het geschatte aantal toeschouwers loopt van 80.000 tot 90.000 en zelfs 100.000, een record voor het stadion en ook een wereldrecord voor een wedstrijd in de tweede klasse. In 1974 plaatste de club zich moeiteloos voor de nieuwe 2. Bundesliga. In 1976/77 werd de club vicekampioen in de groep Zuid achter VfB Stuttgart en speelde tegen DSC Arminia Bielefeld voor het derde ticket naar de Bundesliga. Arminia won met 4:0 en stond met één been in de Bundesliga, maar in de terugwedstrijd deed 1860 hetzelfde waardoor er een derde, beslissende wedstrijd kwam die 1860 met 2:0 won. Echter kon de club slechts één seizoen standhouden in de Bundesliga, maar werd het jaar erop meteen kampioen en keerde terug. Na een zestiende plaats degradeerde de club opnieuw in 1980/81.

### Magere jaren
Het volgende seizoen werd de club vierde en miste de promotie op één punt. Echter verzeilde de club in financiële problemen en de DFB trok de licentie van de club in. Sterspeler Rudi Völler verliet de club voor Werder Bremen en TSV moest in de Bayernliga gaan spelen. Veertien spelers verlieten de club wat zijn sporen naliet. De club werd slechts zesde. In 1984 werd de club wel kampioen, maar kon in de eindronde om promotie maar een van de zes wedstrijden winnen. Het jaar erna werd de club slechts elfde en had maar enkele punten over op de degradatieplaatsen. Tot 1990 eindigde de club dan steevast in de top vijf en in 1991 werd een nieuwe titel behaald en deze keer kon de club via de eindronde wel promoveren. Door de instroom van de Oost-Duitse teams in de West-Duitse competities was de concurrentie zwaar in seizoen 1991/92 en de club haalde het niet. Deze keer kon TSV wel na één seizoen terugkeren en het jaar erop zelfs furore maakte door een tweede keer op rij te promoveren en terug te keren naar de Bundesliga. Het was de eerste club uit Beieren die erin slaagde om meteen na promotie naar de 2. Bundesliga ook door te stoten naar de Bundesliga.

### Terugkeer naar de Bundesliga
Door de promotie kon de club niet meer in het geliefde Grünwalder Stadion spelen omdat de club dit niet meer wilde renoveren. Hierdoor werden thuiswedstrijden gespeeld in het door de fans niet geliefde Olympiastadion. De volgende jaren eindigde de club wisselend in de betere en minder goede middenmoot en stelde sterspelers als Martin Max en Thomas Häßler op. Na een zevende plaats in 1996/97 kon de club nog eens Europa in, maar raakte in de UEFA Cup niet verder dan een tweede ronde. In 1999/00 werd de club zowaar zelfs vierde en won beide stadsderby's tegen Bayern. In de derde voorronde van de Champions League verloor de club van Leeds United en werd opgevist voor de UEFA Cup, waar ze de derde ronde bereikten. De volgende jaren eindigde de club in de middenmoot tot een degradatie volgde in 2003/04.

### Terug in de 2. Bundesliga

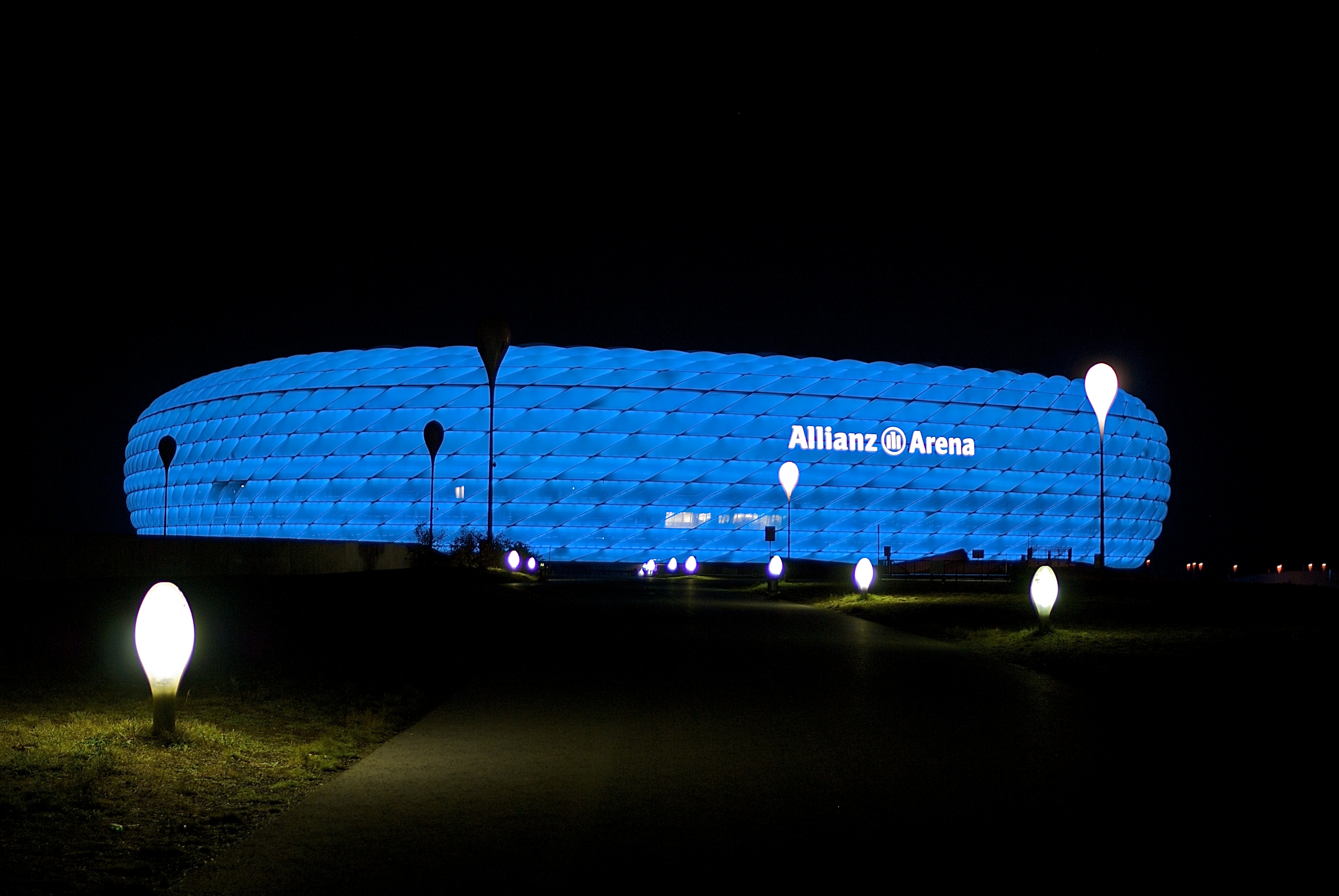
Allianz Arena met blauwe verlichting

In het eerste seizoen werd de club nog vierde. Seizoen 2005/06 begon goed en stond in de heenronde op een bepaald moment zelfs aan de leiding. Toen de club in de terugronde meteen gelijkspeelde tegen laatste plaats LR Ahlen werd trainer Reiner Maurer ontslagen. In 2005 nam de club samen met Bayern München intrek in de nieuwe Allianz Arena. Dit stadion is ook gebruikt voor het WK voetbal in 2006. Tijdens thuiswedstrijden van Bayern wordt het stadion rood verlicht en bij TSV blauw. Het nieuwe stadion was niet goedkoop en de club verzeilde in financiële problemen. Grote broer Bayern kwam echter te hulp en kocht aandelen in het stadion over van de club voor 11 miljoen euro en liet ook de optie open om deze terug te laten kopen. De club verzeilde dat seizoen nog in degradatiegevaar en kon pas op de voorlaatste speeldag het behoud verzekeren en eindigde uiteindelijk dertiende.
De jeugdwerking van de club deed het daarentegen een stuk beter en de U-17 ploeg werd zelfs landskampioen. Het volgende seizoen werd de club achtste en voer ook op financieel vlak weer in rustig water. In 2007/08 speelde TSV een goede heenronde, maar zakte dan weg en kon pas op de voorlaatste speeldag het behoud verzekeren tegen VfL Osnabrück, in de terugronde was de club zelfs laatste geworden. Seizoen 2009/10 begon slecht voor de club en een degradatie wenkte, maar door een goede terugronde werd de club nog achtste.
Financiële problemen staken weer de kop op en enkele dure spelers werden verkocht. In april 2011 kocht de Jordaanse zakenman Hasan Ismaik zich in de club in. Zijn bedrijf HAM International Limited kocht 60 procent van de aandelen. Omdat in het Duitse profvoetbal de 50+1 Regel geldt (club mag niet voor meer dan 50% in buitenlandse handen vallen), kreeg Ismaik wel maar voor 49 procent stemrecht. In seizoen 2011/12 had de club voor het eerst sinds degradatie uit de Bundesliga een hoger gemiddeld aantal toeschouwers dan het jaar ervoor. De club werd zesde dat jaar en door de promotie van SpVgg Greuther Fürth werd TSV de club die al het langst onafgebroken in de huidige 2. Bundesliga speelt. In 2015 was degradatie nabij door een zestiende plaats en moest de club het behoud verzekeren via de eindronde. Voor 60.000 toeschouwers kon de club thuis Holstein Kiel verslaan en het behoud verzekeren.
In het seizoen 2016/17 degradeerde de club alsnog, maar kreeg geen licentie voor de 3. Bundesliga en was daardoor gedwongen om in de amateurs te gaan spelen. Reden was dat geldschieter Ismaik de benodigde 10 miljoen voor de licentie niet op tafel kon leggen.
In 2017 was door financiële problemen en degradatie naar de amateurliga het leasingcontract tussen 1860 München en de Allianz Arena met onmiddellijke ingang stopgezet. Hierdoor werd stadsrivaal Bayern München de enige eigenaar van het stadion en keerde 1860 München terug naar het Grünwalder Stadion voor heropbouw. Na één seizoen promoveerde de club naar de 3. Liga.

## Erelijst
- Landskampioen

1966
- DFB-Pokal

1942, 1964
- Kampioen Gauliga Bayern

1941, 1943 (Zuid)
- DFB Hallen Pokal

1996
- Regionalliga Bayern

2018

- Bayerischer Toto-Pokal

2020

## Overzichtslijsten
| Niveau | Aantal | Periode (1945-2026)                                                                    |
| ------ | ------ | -------------------------------------------------------------------------------------- |
| I      | 35     | 1945-1953, 1955-1956, 1957-1970, 1977-1978, 1979-1981, 1994-2004                       |
| II     | 27     | 1953-1955, 1956-1957, 1970-1977, 1978-1979, 1981-1982, 1991-1992, 1993-1994, 2004-2017 |
| III    | 18     | 1982-1991, 1992-1993, 2018-....                                                        |
| IV     | 1      | 2017-2018                                                                              |

### Eindklasseringen vanaf 1964 (grafisch)
- 1964 7e
Bundesliga
- 1965 4e
Bundesliga
- 1966 1e
Bundesliga
- 1967 2e
Bundesliga
- 1968 12e
Bundesliga
- 1969 10e
Bundesliga
- 1970 17e
Bundesliga
- 1971 4e
Regionalliga
- 1972 3e
Regionalliga
- 1973 3e
Regionalliga
- 1974 3e
Regionalliga
- 1975 5e
2. Bundesliga
- 1976 4e
2. Bundesliga
- 1977 2e
2. Bundesliga
- 1978 16e
Bundesliga
- 1979 1e
2. Bundesliga
- 1980 13e
Bundesliga
- 1981 16e
Bundesliga
- 1982 4e
2. Bundesliga
- 1983 6e
Oberliga
- 1984 1e
Oberliga
- 1985 11e
Oberliga
- 1986 2e
Oberliga
- 1987 3e
Oberliga
- 1988 3e
Oberliga
- 1989 5e
Oberliga
- 1990 2e
Oberliga
- 1991 1e
Oberliga
- 1992 10e
2. Bundesliga
- 1993 1e
Oberliga
- 1994 3e
2. Bundesliga
- 1995 14e
Bundesliga
- 1996 8e
Bundesliga
- 1997 7e
Bundesliga
- 1998 13e
Bundesliga
- 1999 9e
Bundesliga
- 2000 4e
Bundesliga
- 2001 11e
Bundesliga
- 2002 8e
Bundesliga
- 2003 10e
Bundesliga
- 2004 17e
Bundesliga
- 2005 5e
2. Bundesliga
- 2006 8e
2. Bundesliga
- 2007 8e
2. Bundesliga
- 2008 11e
2. Bundesliga
- 2009 13e
2. Bundesliga
- 2010 8e
2. Bundesliga
- 2011 9e
2. Bundesliga
- 2012 6e
2. Bundesliga
- 2013 6e
2. Bundesliga
- 2014 7e
2. Bundesliga
- 2015 16e
2. Bundesliga
- 2016 15e
2. Bundesliga
- 2017 16e
2. Bundesliga
- 2018 1e
Regionalliga
- 2019 12e
3. Liga
- 2020 8e
3. Liga
- 2021 4e
3. Liga
- 2022 4e
3. Liga
- 2023 8e
3. Liga
- 2024 15e
3. Liga
- 2025 11e
3. Liga

- Niveau 1
- Niveau 2
- Niveau 3
- Niveau 4

| Legenda niveautijdlijn | Legenda niveautijdlijn      | Legenda niveautijdlijn      | Legenda niveautijdlijn      | Legenda niveautijdlijn    | Legenda niveautijdlijn |
| Liga                   | Seizoen 1963/64 t/m 1973/74 | Seizoen 1974/75 t/m 1993/94 | Seizoen 1994/95 t/m 2007/08 | Seizoen 2008/09 tot heden | Opmerking              |
| ---------------------- | --------------------------- | --------------------------- | --------------------------- | ------------------------- | ---------------------- |
| Bundesliga             | Niveau I                    | Niveau I                    | Niveau I                    | Niveau I                  |                        |
| 2. Bundesliga          | --                          | Niveau II                   | Niveau II                   | Niveau II                 |                        |
| 3. Liga                | --                          | --                          | --                          | Niveau III                |                        |
| Regionalliga           | Niveau II                   | --                          | Niveau III                  | Niveau IV                 |                        |
| Oberliga               | --                          | Niveau III *                | Niveau IV                   | Niveau V                  | * vanaf 1978/79        |

### Seizoensresultaten
| Seizoen   | №  | Clubs | Divisie             | Duels | Winst | Gelijk | Verlies | Doelsaldo | Punten | Tsch   |
| --------- | -- | ----- | ------------------- | ----- | ----- | ------ | ------- | --------- | ------ | ------ |
| 1996–1997 | 7  | 18    | Bundesliga          | 34    | 13    | 10     | 11      | 56–56     | 49     | 38.794 |
| 1997–1998 | 13 | 18    | Bundesliga          | 34    | 11    | 8      | 15      | 43–54     | 41     | 31.541 |
| 1998–1999 | 9  | 18    | Bundesliga          | 34    | 11    | 8      | 15      | 49–56     | 41     | 31.194 |
| 1999–2000 | 4  | 18    | Bundesliga          | 34    | 14    | 11     | 9       | 55–48     | 53     | 32.653 |
| 2000–2001 | 11 | 18    | Bundesliga          | 34    | 12    | 8      | 14      | 43–55     | 44     | 26.971 |
| 2001–2002 | 9  | 18    | Bundesliga          | 34    | 15    | 5      | 14      | 59–59     | 50     | 24.953 |
| 2002–2003 | 10 | 18    | Bundesliga          | 34    | 12    | 9      | 13      | 44–52     | 45     | 25.724 |
| 2003–2004 | 17 | 18    | Bundesliga          | 34    | 8     | 8      | 18      | 32–55     | 32     | 28.200 |
| 2004–2005 | 4  | 18    | 2. Bundesliga       | 34    | 15    | 12     | 7       | 52–39     | 57     | 19.588 |
| 2005–2006 | 13 | 18    | 2. Bundesliga       | 34    | 11    | 9      | 14      | 41–44     | 42     | 41.932 |
| 2006–2007 | 8  | 18    | 2. Bundesliga       | 34    | 14    | 6      | 14      | 47–49     | 48     | 35.965 |
| 2007–2008 | 11 | 18    | 2. Bundesliga       | 34    | 9     | 14     | 11      | 42–45     | 41     | 35.071 |
| 2008–2009 | 12 | 18    | 2. Bundesliga       | 34    | 9     | 12     | 13      | 44–46     | 39     | 28.112 |
| 2009–2010 | 8  | 18    | 2. Bundesliga       | 34    | 14    | 6      | 14      | 43–45     | 48     | 21.632 |
| 2010–2011 | 9  | 18    | 2. Bundesliga       | 34    | 14    | 10     | 10      | 50–36     | 52     | 19.762 |
| 2011–2012 | 6  | 18    | 2. Bundesliga       | 34    | 17    | 6      | 11      | 62–46     | 57     | 22.898 |
| 2012–2013 | 6  | 18    | 2. Bundesliga       | 34    | 12    | 13     | 9       | 39–31     | 49     | 22.682 |
| 2013–2014 | 7  | 18    | 2. Bundesliga       | 34    | 13    | 9      | 12      | 38–41     | 48     | 19.312 |
| 2014–2015 | 16 | 18    | 2. Bundesliga       | 34    | 9     | 9      | 16      | 41–51     | 36     | 21.918 |
| 2015–2016 | 15 | 18    | 2. Bundesliga       | 34    | 8     | 10     | 16      | 32–46     | 34     | 23.359 |
| 2016–2017 | 16 | 18    | 2. Bundesliga       | 34    | 10    | 6      | 18      | 37–47     | 36     | 25.900 |
| 2017–2018 | 1  | 19    | Regionalliga Bayern | 36    | 26    | 5      | 5       | 87–27     | 83     | 11.778 |
| 2018–2019 | 12 | 20    | 3. Liga             | 38    | 12    | 11     | 15      | 48–52     | 47     | 14.953 |
| 2019–2020 | 8  | 20    | 3. Liga             | 38    | 16    | 10     | 12      | 63–54     | 58     | 10.211 |
| 2020–2021 | 4  | 20    | 3. Liga             | 38    | 18    | 12     | 8       | 69–35     | 66     | --     |
| 2021–2022 | 4  | 20    | 3. Liga             | 38    | 17    | 10     | 9       | 67–50     | 61     | 8.266  |
| 2022–2023 | 8  | 20    | 3. Liga             | 38    | 16    | 9      | 13      | 61–52     | 57     | 15.000 |
| 2023–2024 | 15 | 20    | 3. Liga             | 38    | 13    | 7      | 18      | 40–42     | 46     | 15.000 |
| 2024–2025 | 11 | 20    | 3. Liga             | 38    | 15    | 8      | 15      | 57-61     | 53     |        |

## In Europa
TSV 1860 München speelt sinds 1964 in diverse Europese competities. Hieronder staan de competities en in welke seizoenen de club deelnam:
- Champions League (1x)

2000/01
- Europacup I (1x)

1966/67
- Europacup II (1x)

1964/65
- UEFA Cup (2x)

1997/98, 2000/01
- Intertoto Cup (3x)

1996, 2001, 2002
- Jaarbeursstedenbeker )4x)

1965/66, 1967/68, 1968/69, 1969/70

## Spelers records
Top-5 meest gespeelde wedstrijden
| Nr. | Land       | Naam             | Positie      | Periode               | Aantal |
| --- | ---------- | ---------------- | ------------ | --------------------- | ------ |
| 1.  | Duitsland  | Manfred Wagner†  | verdediger   | 1958-1970             | 325    |
| 2.  | Oostenrijk | Harald Cerny     | Middenvelder | 1996-2007             | 308    |
| 3.  | Servië     | Petar Radenković | Doelman      | 1962-1970             | 299    |
| 4.  | Duitsland  | Hans Reich       | Verdediger   | 1960-1969 / 1974-1976 | 290    |
| 5.  | Duitsland  | Alfred Heiß      | Aanvaller    | 1959-1970             | 287    |

Top-5 doelpuntenmakers
| Nr. | Land      | Naam                 | Periode               | Aantal |
| --- | --------- | -------------------- | --------------------- | ------ |
| 1.  | Duitsland | Rudolf Brunnenmeier† | 1960-1969             | 164    |
| 2.  | Duitsland | Benjamin Lauth       | 2001-2001 / 2008-2014 | 93     |
| 2.  | Duitsland | Bernhard Winkler     | 1993-2002             | 93     |
| 4.  | Duitsland | Otto Thanner†        | 1946-1952             | 91     |
| 5.  | Duitsland | Sascha Mölders       | 2016-2021             | 82     |

Stand: 20-05-2024

## Bekende (oud-)spelers
- Paul Agostino
- Julian Baumgartlinger
- Stefan Bell
- Lars Bender
- Sven Bender
- Rudi Brunnenmeier
- Bobby Dekeyser
- Didier Dheedene
- Berkant Göktan
- Andreas Görlitz
- Thomas Häßler
- Jens Jeremies
- Christo Jovov
- Gábor Király
- Slobodan Komljenović
- Quido Lanzaat
- Benjamin Lauth
- Christophe Lepoint
- Martin Max
- Piotr Nowak
- Abédi Pelé
- Petar Radenković
- Davor Šuker
- Marin Tomasov
- Gerald Vanenburg
- Kevin Volland
- Rudi Völler
- Markus Weissenberger
- Nedijeljko Zelić
- Maximilian Wittek
- Joël Zwarts

## Trainer-coaches
In onderstaande tabel is de trainershistorie weergegeven.
| Van        | Tot        | Naam                    | Duels | W  | G  | V  |
| ---------- | ---------- | ----------------------- | ----- | -- | -- | -- |
| 09.11.2019 | heden      | Michael Köllner         | 116   | 60 | 29 | 27 |
| 06.11.2019 | 11.11.2019 | Oliver Beer             | 1     | 1  | 0  | 0  |
| 01.07.2017 | 05.11.2019 | Daniel Bierofka         | 105   | 55 | 19 | 31 |
| 03.01.2017 | 31.05.2017 | Vítor Pereira           | 20    | 6  | 3  | 11 |
| 16.12.2016 | 02.01.2017 | Denis Bushuev (interim) | 1     | 0  | 1  | 0  |
| 22.11.2016 | 15.12.2016 | Daniel Bierofka         | 3     | 1  | 0  | 2  |
| 01.07.2016 | 21.11.2016 | Kosta Runjaic           | 15    | 5  | 3  | 7  |
| 10.05.2016 | 30.06.2016 | Denis Bushuev (interim) | 1     | 0  | 0  | 1  |
| 19.04.2016 | 09.05.2016 | Daniel Bierofka         | 3     | 3  | 0  | 0  |
| 06.10.2015 | 18.04.2016 | Benno Möhlmann          | 21    | 6  | 4  | 11 |
| 18.02.2015 | 05.10.2015 | Torsten Fröhling        | 26    | 7  | 10 | 9  |
| 24.09.2014 | 17.02.2015 | Markus von Ahlen        | 15    | 3  | 3  | 9  |
| 20.06.2014 | 23.09.2014 | Ricardo Moniz           | 8     | 2  | 3  | 3  |
| 07.04.2014 | 19.06.2014 | Markus von Ahlen        | 5     | 3  | 1  | 1  |
| 07.09.2013 | 06.04.2014 | Friedhelm Funkel        | 24    | 7  | 8  | 9  |
| 18.11.2012 | 30.08.2013 | Alexander Schmidt       | 28    | 11 | 8  | 9  |
| 01.07.2010 | 17.11.2012 | Reiner Maurer           | 88    | 40 | 21 | 27 |
| 13.05.2009 | 30.06.2010 | Ewald Lienen            |       |    |    |    |
| 24.02.2009 | 12.05.2009 | Uwe Wolf                |       |    |    |    |
| 18.03.2007 | 23.02.2009 | Marco Kurz              |       |    |    |    |
| 24.01.2006 | 17.03.2007 | Walter Schachner        |       |    |    |    |
| 04.12.2004 | 22.01.2006 | Reiner Maurer           |       |    |    |    |
| 01.07.2004 | 04.12.2004 | Rudi Bommer             |       |    |    |    |
| 18.04.2004 | 30.06.2004 | Gerald Vanenburg        |       |    |    |    |
| 12.03.2003 | 17.04.2004 | Falko Götz              |       |    |    |    |
| 19.10.2001 | 11.03.2003 | Peter Pacult            |       |    |    |    |
| 01.07.1992 | 18.10.2001 | Werner Lorant           |       |    |    |    |
| 01.06.1992 | 30.06.1992 | Edi Stöhr               |       |    |    |    |
| 21.02.1990 | 31.05.1992 | Karsten Wettberg        |       |    |    |    |
| 01.07.1988 | 20.02.1990 | Willi Bierofka          |       |    |    |    |
| 01.11.1987 | 10.05.1988 | Uwe Klimaschefski       |       |    |    |    |
| 19.04.1987 | 31.10.1987 | Thomas Zander           |       |    |    |    |
| 01.07.1986 | 18.04.1987 | Fahrudin Jusufi         |       |    |    |    |
| 01.06.1986 | 30.06.1986 | Dieter Kurz             |       |    |    |    |
| 01.02.1985 | 31.05.1986 | Václav Halama           |       |    |    |    |
| 01.01.1985 | 31.01.1985 | Erich Beer              |       |    |    |    |
| 01.10.1984 | 15.12.1984 | Octavian Popescu        |       |    |    |    |
| 21.09.1983 | 30.09.1984 | Bernd Patzke            |       |    |    |    |
| 01.01.1983 | 20.09.1983 | Erich Beer              |       |    |    |    |
| 01.07.1982 | 31.12.1982 | Bernd Schumm            |       |    |    |    |
| 01.07.1982 | 31.12.1982 | Kurt Schwarzhuber       |       |    |    |    |
| 15.04.1982 | 30.06.1982 | Willibert Kremer        |       |    |    |    |
| 01.07.1981 | 14.04.1982 | Václav Halama           |       |    |    |    |
| 28.10.1979 | 30.06.1981 | Carl-Heinz Rühl         |       |    |    |    |
| 21.09.1979 | 27.10.1979 | Alfred Baumann          |       |    |    |    |
| 26.12.1978 | 20.09.1979 | Eckhard Krautzun        |       |    |    |    |
| 20.04.1975 | 23.12.1978 | Heinz Lucas             |       |    |    |    |
| 01.07.1974 | 19.04.1975 | Max Merkel              |       |    |    |    |
| 01.07.1973 | 30.06.1974 | Rudi Gutendorf          |       |    |    |    |
| 01.09.1972 | 30.06.1973 | Elek Schwartz           |       |    |    |    |
| 01.07.1970 | 31.08.1972 | Hans Tilkowski          |       |    |    |    |
| 13.11.1969 | 30.06.1970 | Franz Binder            |       |    |    |    |
| 01.07.1969 | 12.11.1969 | Fritz Langner           |       |    |    |    |
| 01.11.1968 | 30.06.1969 | Hans Pilz               |       |    |    |    |
| 01.07.1967 | 31.10.1968 | Albert Sing             |       |    |    |    |
| 15.02.1967 | 30.06.1967 | Gunther Baumann         |       |    |    |    |
| 17.12.1966 | 14.02.1967 | Hans-Wolfgang Weber     |       |    |    |    |
| 01.07.1961 | 10.12.1966 | Max Merkel              |       |    |    |    |
| 01.07.1956 | 30.06.1961 | Hans Hipp               |       |    |    |    |
| 01.07.1953 | 30.06.1956 | Max Schäfer             |       |    |    |    |
| 01.07.1952 | 30.06.1953 | Fred Harthaus           |       |    |    |    |
| 01.07.1951 | 30.06.1952 | Josef Molzer            |       |    |    |    |
| 01.07.1947 | 30.06.1951 | Max Schäfer             |       |    |    |    |
| 01.07.1946 | 30.06.1947 | Georg Ertl              |       |    |    |    |
| 01.07.1945 | 30.06.1946 | Ludwig Goldbrunner      |       |    |    |    |
| 01.07.1941 | 30.06.1945 | Max Schäfer             |       |    |    |    |
| 01.07.1940 | 30.06.1941 | Franz Schmeifler        |       |    |    |    |
| 01.07.1939 | 30.06.1940 | Otto Eckhardt           |       |    |    |    |
| 01.07.1938 | 30.06.1939 | Dietrich Tillmann       |       |    |    |    |
| 01.07.1937 | 30.06.1938 | Max Schäfer             |       |    |    |    |
| 01.06.1936 | 30.06.1937 | Josef Braumüller        |       |    |    |    |
| 01.07.1935 | 31.05.1936 | Rudolf Prokoph          |       |    |    |    |
| 01.07.1934 | 30.06.1935 | Josef Rechenmacher      |       |    |    |    |
| 01.07.1930 | 30.06.1934 | Max Breunig             |       |    |    |    |
| 01.01.1930 | 30.06.1930 | Josef Vogl              |       |    |    |    |
| 01.07.1928 | 31.12.1929 | Richard Kohn            |       |    |    |    |
| 01.07.1925 | 30.06.1928 | Max Breunig             |       |    |    |    |
| 01.07.1919 | 30.06.1925 | Josef Braumüller        |       |    |    |    |
| 01.01.1913 | 30.06.1913 | Fred Spiksley           |       |    |    |    |

Stand: 21-08-2022